# Diego González-Clark
Diego González-Clark (Roosendaal, 20 februari 1992) is een Nederlands acteur, model en presentator. Hij is vooral bekend van zijn rollen in musicals en zijn deelname aan het reality-tv-programma Prince Charming.

## Levensloop

### Biografie
González-Clark werd geboren in Roosendaal en groeide op in Wouw, een klein dorp in de provincie Noord-Brabant. Hij studeerde Musicaltheater aan de Fontys Hogeschool voor de Kunsten in Tilburg.

### Carrière
Na zijn afstuderen begon González-Clark zijn carrière in de theaterwereld. Hij speelde in verschillende musicals, waaronder Mamma Mia! en Aladdin. Ook verscheen hij als model in campagnes van Fleurop, Vodafone en Louis Vuitton. In 2020 presenteerde hij zijn eigen talkshow Samens op zijn YouTube-kanaal. In de show had hij gesprekken met twee gasten die hij kende, maar die elkaar niet kenden. Elke week werd er een thema aangesneden.
In 2023 nam González-Clark deel aan het derde seizoen van het reality-tv-programma Prince Charming op Videoland, waar hij de prins was. In hetzelfde jaar verscheen ook de webserie Muntthee Meiden, een serie van zes afleveringen voor en door de queer community, waarin hij een van de drie hoofdrollen speelde. Ook speelde hij dat jaar de rol van Mike, een engel zonder vleugels, in de Vleugels-tour van K3. Later dat jaar vertolkte hij ook de rol van jarige circusdirecteur in de eerste Bumba-film. In 2024 verscheen het eerste seizoen van Inclusief Ouderschap. Zijn podcast over ouderschap buiten de norm. In deze podcast bespreekt Diego met ervaringsdeskundigen en experts de obstakels en problemen waar je tegen aanloopt als je als ouder buiten de standaard valt.

### Privé
González-Clark is een alleenstaande vader.

## Filmografie

### Film
- 2024: K3 en het Lied van de Zeemeermin, als Foss
- 2024: Vuur & vlam, als Isaac
- 2023: Bumba: Het grote verjaardagsfeest, als circusdirecteur
- 2020: Kutleven, als Maximilliano (stemrol)
- 2019: Verliefd op Cuba, als salsa danser
- 2017: K3 Love Cruise, als ober

### Televisie
- 2016: Roos Kamerloos, als Remco

### Musical
- 2025/2026: Soldaat van Oranje (musical) als Bram Goudsmid
- 2025 Pretty Woman, Vlaanderen als ensemble
- 2024 Kinky Boots, Antwerpen als Angel
- 2021/2022: Alladin als ensemble
- 2019/2020: Kinky Boots als ensemble
- 2018/2019: Mamma Mia! (musical) als ensemble, understudy Sky
- 2017/2018: On Your Feet! als ensemble
- 2015/2016: Belle en het Beest (musical) als ensemble
- 2013/2014: War Horse (toneelstuk) als ensemble